# Segun Toriola
Segun Moses Toriola (Ilorin, 18 de setembro de 1974) é um mesa-tenista nigeriano. 

## Carreira
Toriola representou seu país nos Jogos Olímpicos de 1992, 1996, 2000, 2004, 2008, 2012 e 2016.
É um dos cinco maiores participantes olímpicos no tênis de mesa, sendo considerado um dos melhores mesa-tenistas africanos.[carece de fontes?]